# 鬼塚五十一
鬼塚 五十一（おにづか いそいち、1947年 - ）は、日本の著作家。
長崎県生まれ。日本大学芸術学部映画学科を卒業後、映画の助監督（テレビ映画、劇映画、記録映画）、コピーライターを経て、フリーライターとして週刊誌、月刊誌などで執筆。ファティマ第三の預言をめぐって起きたハイジャック事件を取材したことから、予言・陰謀論・フリーメイソンをはじめとした秘密結社について多くの著述を行うようになった。特にキリスト教系カルト指導者のリトル・ペブルの活動を早くから日本に紹介した一人であり、彼について多くの著作を著している。カルト組織であるリトル・ペブルの教義に傾倒し、日本に広めた。

## 著書
- 『ファチマ大予言　"第三の秘密"全貌を解明(〔1〕)』サンデー社、1981年
- 『ファチマ大奇跡　“第三の予言”が告げる人類の未来』実業之日本社、1982年
- 『ファチマ大予言(2)』サンデー社、1983年
- 『森林浴(グリーンシヤワー)健康法　都会人よ、森を歩け、林を歩け』徳間書店（トクマブックス）、1984年
- 『サタンよ去れ!戦慄の悪魔ばらい　人間にとりついた悪魔との恐怖の対決』（白井一男との共著）学習研究社（ムー・スーパーミステリー・ブックス）、1985年
- 『悪魔の世界支配計画666　闇の結社フリーメーソンと反キリストの大陰謀!!』学習研究社（ムー・スーパーミステリー・ブックス）、1986年
- 『ヨハネの終末大預言　10年後、日本と世界の破局は避けられない!』曙出版、1987年
- 『戦慄の聖母預言（上下）』学習研究社（ムー・スーパーミステリー・ブックス）、1988年
- 『ファチマ大預言は何を告げたか?!　ついに明かされる“第三の秘密”とは?』土屋書店、1988年
- 『神が示す大いなる力 奇跡』学習研究社（ムー・スーパーミステリー・ブックス）、1989年
- 『戦慄のファチマ大預言』（小島ジュンとの共著）曙出版、1990年
- 『聖母の黙示録大預言』曙出版、1991年
- 『甦るファチマ大預言　戦慄!!聖母マリア血と涙のメッセージ』フットワーク出版、1991年
- 『聖母マリアの大警告』曙出版、1992年
- 『世紀末666の大陰謀　忍び寄る悪魔の符号』廣済堂出版（広済堂文庫ヒューマン・セレクト）、1992年
- 『ファチマ奇跡の写真集　聖母マリア最後の大警告』コア出版、1992年
- 『フリーメーソン世界帝国への野望　ついに暴かれた超機密戦略』廣済堂出版（広済堂ブックス）、1994年
- 『フリーメーソン悪魔の洗脳計画　ICチップに秘められた最凶悪の陰謀とは?!』廣済堂出版（広済堂ブックス）、1995年
- 『キリスト教と聖書の謎　「西欧文明に伏流する宗教の叡知」を探究する!』（蒲原雄大、内藤正俊、中島渉、瓜生中、斎藤忠、渋谷申博との共著）日本文芸社（知の探究シリーズ）、1996年
- 『イエスの真実の物語　知られざるキリスト伝』廣済堂出版、1996年
- 『フリーメーソンとアジア大激震　密かに進行する対日・亜極秘戦略の全貌』廣済堂出版（広済堂ブックス）、1997年
- 『ロック音楽と悪魔(サターン)の呪い　ロックにはマインドコントロールのメッセージが秘められている』日新報道、1998年
- 『フリーメーソン　恐るべき日本経済壊滅戦略』フットワーク出版、1999年
- 『ゲーム機器があなたを殺す日がくる!　ノストラダムスの預言成就!マシーンに隠された獣の数字666の秘密』さくら出版、2000年
- 『フリーメーソンの謀略計画!ロック音楽があなたを殺す日がくる!　ついに暴かれた洗脳メカニズム戦慄の恐怖』さくら出版、2000年
- 『聖母マリアの奇跡　世界中に出現する「キリストの母」からの預言メッセージ』学習研究社（ムー・スーパーミステリー・ブックス）、2003年
- 『悪魔の人類総背番号制666　フリーメーソンの黙示録 住基ネットと極小IC チップで誕生する恐るべき超管理社会の悪夢』学習研究社（ムー・スーパーミステリー・ブックス）、2003年
- 『史上最大の秘密結社フリーメーソン　人類史を裏から操ってきた知られざる秘教組織の全貌を暴く!!』学習研究社（ムー・スーパーミステリー・ブックス）、2005年
- 『坂本龍馬とフリーメーソン　明治維新の礎を築いた英雄は秘密結社のエージェントだった!!』学習研究社（ムー・スーパーミステリー・ブックス）、2007年

## 翻訳
- 『セカンド・ドラフト（上下）』トランペッター著、土屋書店、1989年